# Chiropteropsylla aegyptia
Chiropteropsylla aegyptia är en loppart som först beskrevs av Rothschild 1903.  Chiropteropsylla aegyptia ingår i släktet Chiropteropsylla och familjen fladdermusloppor. Inga underarter finns listade i Catalogue of Life.